# Wittenmoor
Wittenmoor là một đô thị thuộc huyện Stendal, bang Sachsen-Anhalt, Đức. Đô thị Wittenmoor có diện tích 17,98 km², dân số thời điểm ngày 31 tháng 12 năm 2006 là 282 người.

## Cư dân nổi tiếng
- Wichard von Alvensleben (1902-1982)